# Albert Weisgerber

Albert Weisgerber (Foto um 1910)

Albert Weisgerber (* 21. April 1878 in St. Ingbert; † 10. Mai 1915 gefallen bei Fromelles in Französisch-Flandern) war ein deutscher Maler und Grafiker. Er hinterließ ein umfangreiches Werk, das nach seinem frühen Tod zunächst in Vergessenheit geriet. Weisgerbers Stil ist zwischen dem deutschen Impressionismus und dem beginnenden Expressionismus einzuordnen.

## Leben und Werk

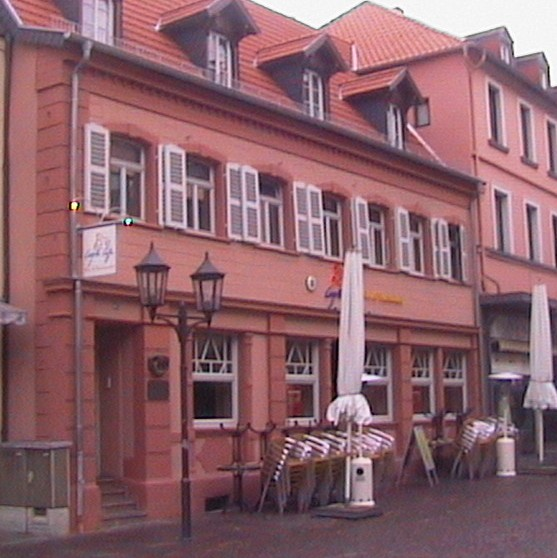
Geburtshaus Weisgerbers in St. Ingbert

Hans Purrmann, Albert Weisgerber, Henri Matisse in München (Foto, 1910)

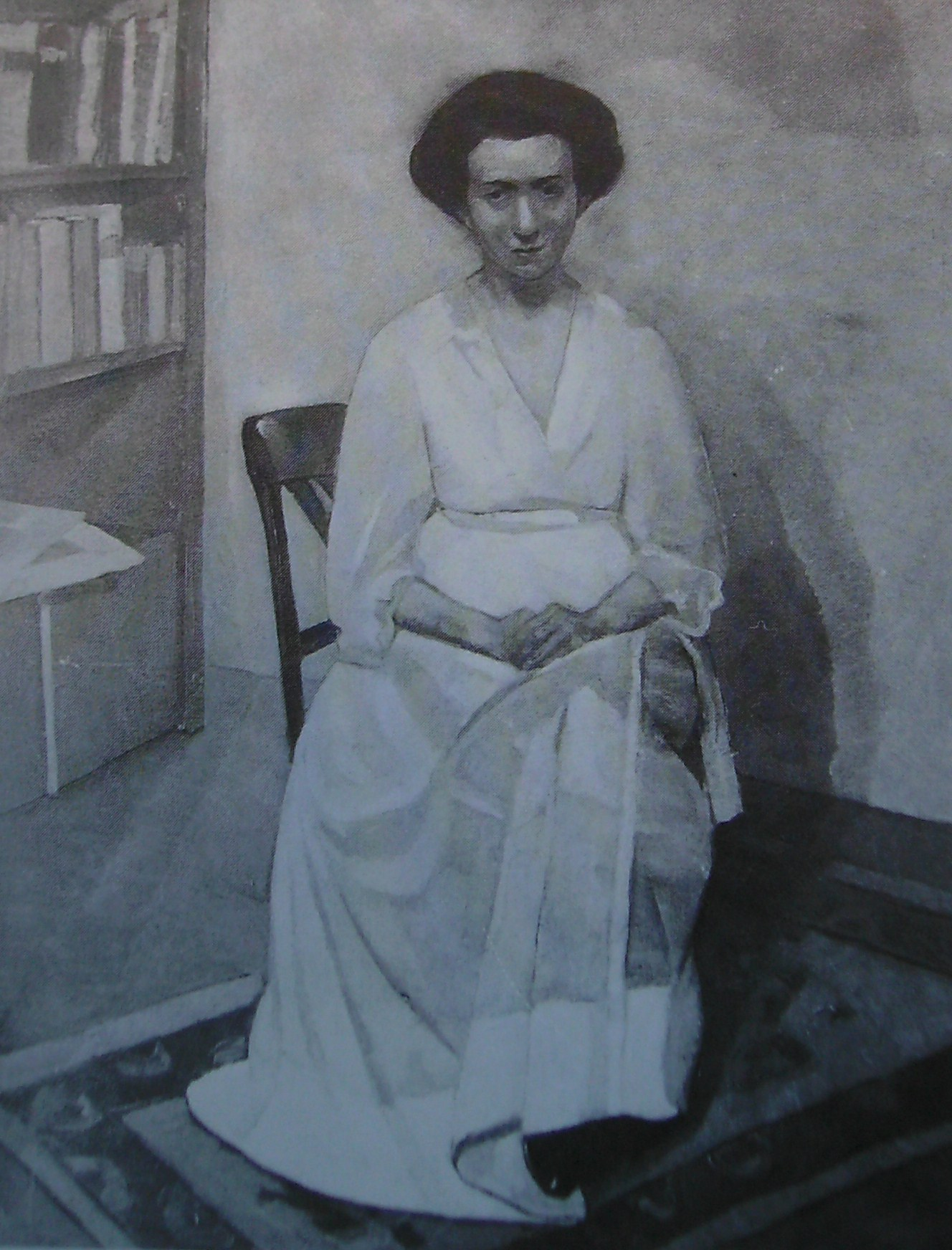
Ehefrau Margarete geb. Pohl (Gemälde von A. Weisgerber, um 1910)

Weisgerber wurde als Sohn eines St. Ingberter Bäckers und Gastwirtes geboren. Nachdem er von 1891 bis 1894 die Kreisbaugewerkschule in Kaiserslautern erfolgreich abgeschlossen hatte, begann er 1894 eine Lehre als Dekorationsmaler in Frankfurt am Main. Von 1894 bis 1897 besuchte er die Kunstgewerbeschule in München, danach studierte er 1897 bis 1901 an der Akademie der Bildenden Künste München, zunächst bei Gabriel Hackl und später bei Franz von Stuck, dessen Meisterschüler er wurde. Seit 1897 arbeitete er als Zeichner für die Zeitschrift Die Jugend, was er als Broterwerb bis zum Jahr 1913 beibehielt. Im Rahmen seines Studiums lernte Weisgerber Hans Purrmann, Paul Klee, Wassily Kandinsky, Willi Geiger, Hermann Haller, Max Slevogt, Gino von Finetti und Fritz Burger-Mühlfeld kennen, mit denen ihn dann eine lebenslange Freundschaft verband. Im Jahr 1898 gründete er mit Freunden den Verein Sturmfackel, dem unter anderen die Künstler Alfred Kubin, Rudolf Levy und Alfred Lörcher angehörten. 1901 und 1902 illustrierte er zwei Bändchen für Gerlach’s Jugendbücherei in Wien (Till Eulenspiegel und Grimms Märchen). Er zeichnete auch für Albert Langens Simplicissimus.
1902 leistete er seinen Militärdienst in München ab. Im folgenden Jahr hielt sich Weisgerber häufig in St. Ingbert auf, wo er eine Serie von Biergarten-Bildern schuf, in denen er sich mit den französischen Impressionisten auseinandersetzte. Auf Reisen u. a. nach Paris, sah er Werke der Impressionisten und anderer bedeutender Künstler und lernte unter anderem Henri Matisse kennen. Dort erhielt er Impulse von Henri de Toulouse-Lautrec, Paul Cézanne, Édouard Manet und El Greco, was sich deutlich in seinem Malstil bemerkbar machte. Neben Café- und Varietébildern arbeitete der Künstler an etlichen Porträts als Auftragsarbeiten.
1904 lernte er in der Münchner Café-Szene die jüdische Prager Bankiers-Tochter und Malerin Margarete Pohl kennen, die er 1907 heiratete; im gleichen Jahr wurde er als Nachfolger von Angelo Jank Zeichenlehrer an der Münchner Damenakademie. In der Münchner Szene machte er in den Folgejahren die Bekanntschaft namhafter Künstler, Literaten, Publizisten und Gesellschaftskritiker wie Erich Mühsam, Joachim Ringelnatz, Ludwig Scharf, Wilhelm Hausenstein oder Theodor Heuss, die er zum Teil porträtierte. Seine wohl wichtigsten Porträts waren die von Scharf und Heuss. Nach dem frühen Tod Weisgerbers im Ersten Weltkrieg verfasste Hausenstein im Jahre 1918 dessen Biografie.
Internationale Anerkennung brachten Weisgerber 1906 Ankäufe der Münchener Pinakothek (Neue Pinakothek) und der Städtischen Galerie Frankfurt. Im Verlauf einer Reise nach Florenz (1909), bei der ihn Finetti begleitete, kam er mit den italienischen Quattrocentisten in Berührung und begann einen Neuanfang seiner bisherigen Kunst. Unter diesen Eindrücken entstanden seine ersten Bilder aus dem Sebastian-Zyklus. In den Folgejahren wandte sich Weisgerber immer mehr religiösen Themen zu, wie Absalom, Jeremias, David und Goliath.
1911 nahm er zum ersten Mal an Ausstellungen in München und Dresden teil. Im selben Jahr entstand auch eines seiner bekanntesten Werke, das Gemälde Im Münchener Hofgarten. Ein Jahr später hatte er Ausstellungen bei der Galerie Cassirer (Berlin), bei der Sonderbundausstellung (Köln) und im Kunsthaus Zürich. 1913 gründete Weisgerber gemeinsam mit Alexej von Jawlensky, Adolf Erbslöh, Paul Klee, Alexander Kanoldt und anderen die Künstlervereinigung Münchener Neue Secession, deren erster Präsident er wurde. Die erste Ausstellung der Secession im Herbst 1914 konnte der Künstler noch ein halbes Jahr vor seinem Tod miterleben.
Albert Weisgerber fiel am 10. Mai 1915 als Leutnant und Kompanieführer des Königlich bayerischen Reserve-Infanterie-Regiments 16 westlich von Lille. Im Juni des gleichen Jahres wurde sein Leichnam nach München überführt und auf dem Münchner Nordfriedhof beigesetzt. Im selben Regiment diente der Gefreite Adolf Hitler.

## Nachlass
Weisgerbers Bilder wurden wie die vieler anderer moderner deutscher Künstler von den Nationalsozialisten als „Entartete Kunst“ eingestuft und beschlagnahmt. Sie wurden jedoch nicht vernichtet, sondern in Auktionen verkauft. Der seinerzeitige St. Ingberter Bürgermeister Norbert Schier konnte ein umfangreiches Konvolut von Weisgerber-Arbeiten (Ölgemälde, Graphik, Dokumente) erwerben und sie dem städtischen Kunstbesitz einverleiben. Nach Kriegsende kam es in diesem Zusammenhang zu Restitutionsforderungen der Weisgerberwitwe Grete Weisgerber-Collin, die in einem Gerichtsprozess mündeten. Die Witwe berief sich dabei auf die Spoliationsgesetze der westlichen Alliierten; diese annullierten Kaufverträge über Vermögen, das vom Reich beschlagnahmt worden war. 1951 schlossen beide Parteien einen Vergleich, in dem die Rechte der Witwe von der Stadt St. Ingbert anerkannt wurden und ihr eine Entschädigung in Höhe von 5 Millionen Francs (circa 30.000 Euro nach heutiger Kaufkraft) gezahlt wurde.
Im Laufe der Jahre wurden weitere Ölgemälde, Grafiken und kunsthandwerkliche Arbeiten Weisgerbers durch die Stadt erworben. Sie bildeten einen dichten, repräsentativen Querschnitt durch das Schaffen des Künstlers. Nach Gründung der „Albert-Weisgerber-Stiftung“ übereignete die Stadt St. Ingbert dieser den gesamten Weisgerber-Fundus, die daraus eine ständige Albert-Weisgerber-Ausstellung im neu geschaffenen „Museum St. Ingbert“ zusammenstellte, die bis Juli 2007 zu sehen war. Träger des Museums war die 1992 gegründete Albert-Weisgerber-Stiftung, die von der Stadt St. Ingbert und dem Saarpfalz-Kreis getragen wurde; inzwischen ist der Saarpfalz-Kreis als Träger aus der Stiftung ausgeschieden. Das Museum St. Ingbert wurde auf Vorschlag der Verwaltungsspitze mit Beschluss des Stadtrates im Juli 2007 aufgelöst und die Bestände deponiert. Verwaltung und Stadtrat beabsichtigen ein Albert-Weisgerber-Museum in Teilen der ehemaligen Alten Baumwollspinnerei zu errichten. Nach mehreren Bauverzögerungen erwarb die Stadt St. Ingbert 2021 das gesamte Gelände, dass zukünftig neben der musealen Nutzung auch Teile der Stadtverwaltung beherbergen soll. Die Eröffnung ist für 2027/2028 geplant.
Das Werk Absalom (1914) befindet sich im Besitz der Hamburger Kunsthalle. Eine weitere Version dieses Bildes gehört dem Saarlandmuseum (Saarbrücken). In dessen Besitz befinden sich auch die Arbeiten Ausritt im Englischen Garten (1910) und Strand auf Norderney (1910).

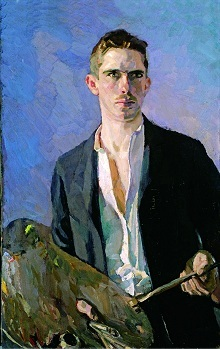
Selbstporträt, 1908
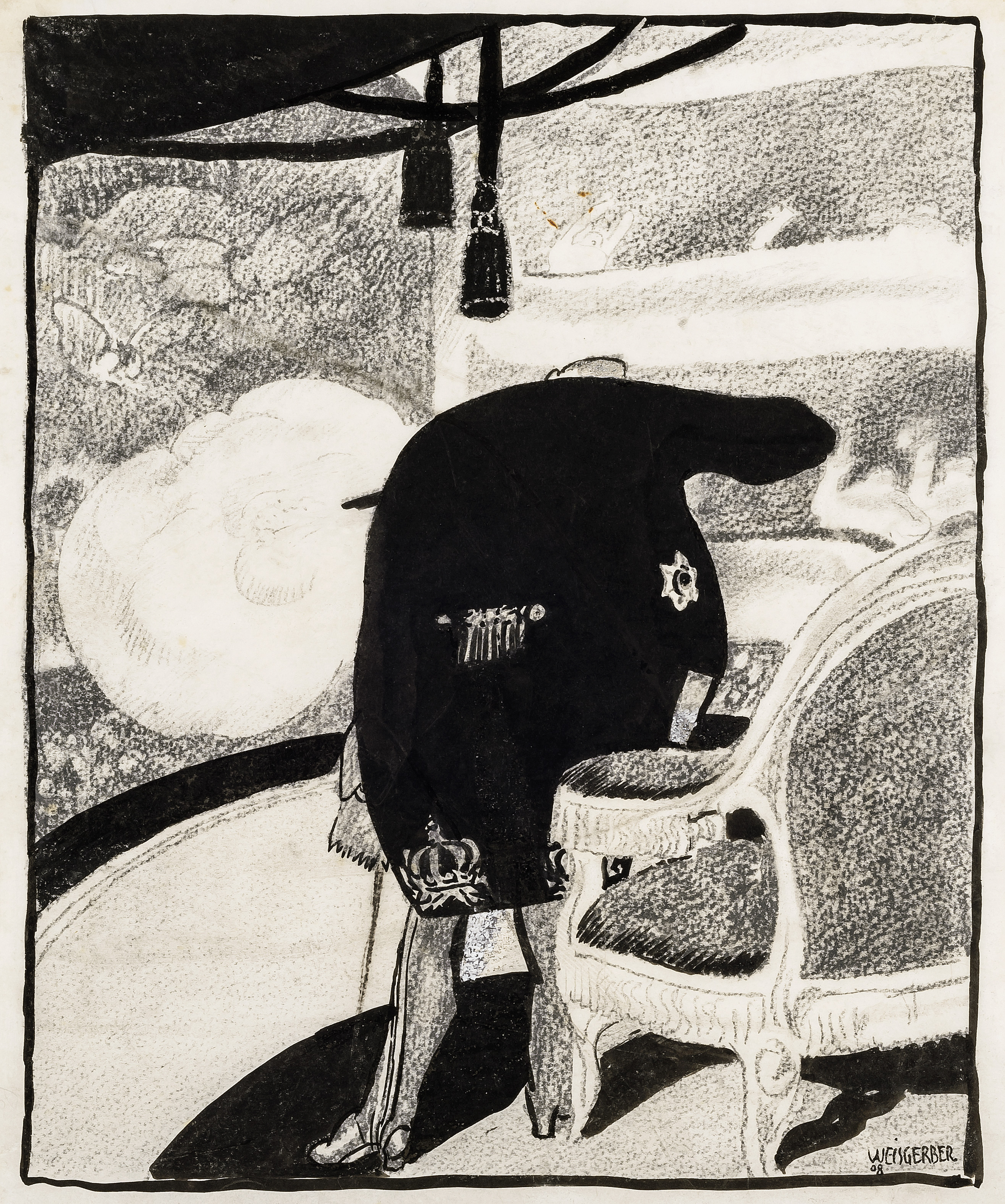
Neuestes vom Serenissimus, 1908
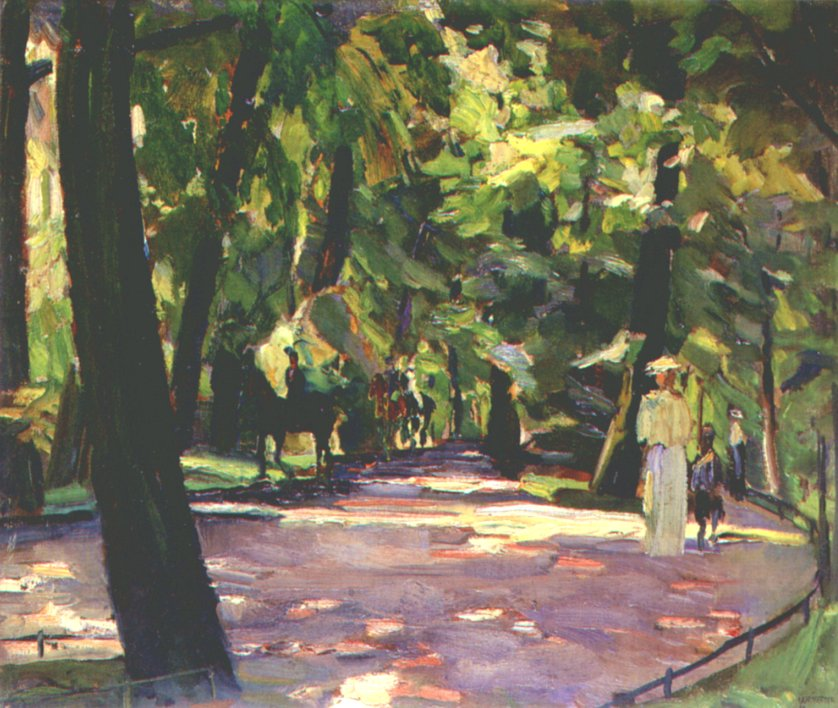
Ausritt im Englischen Garten, 1910
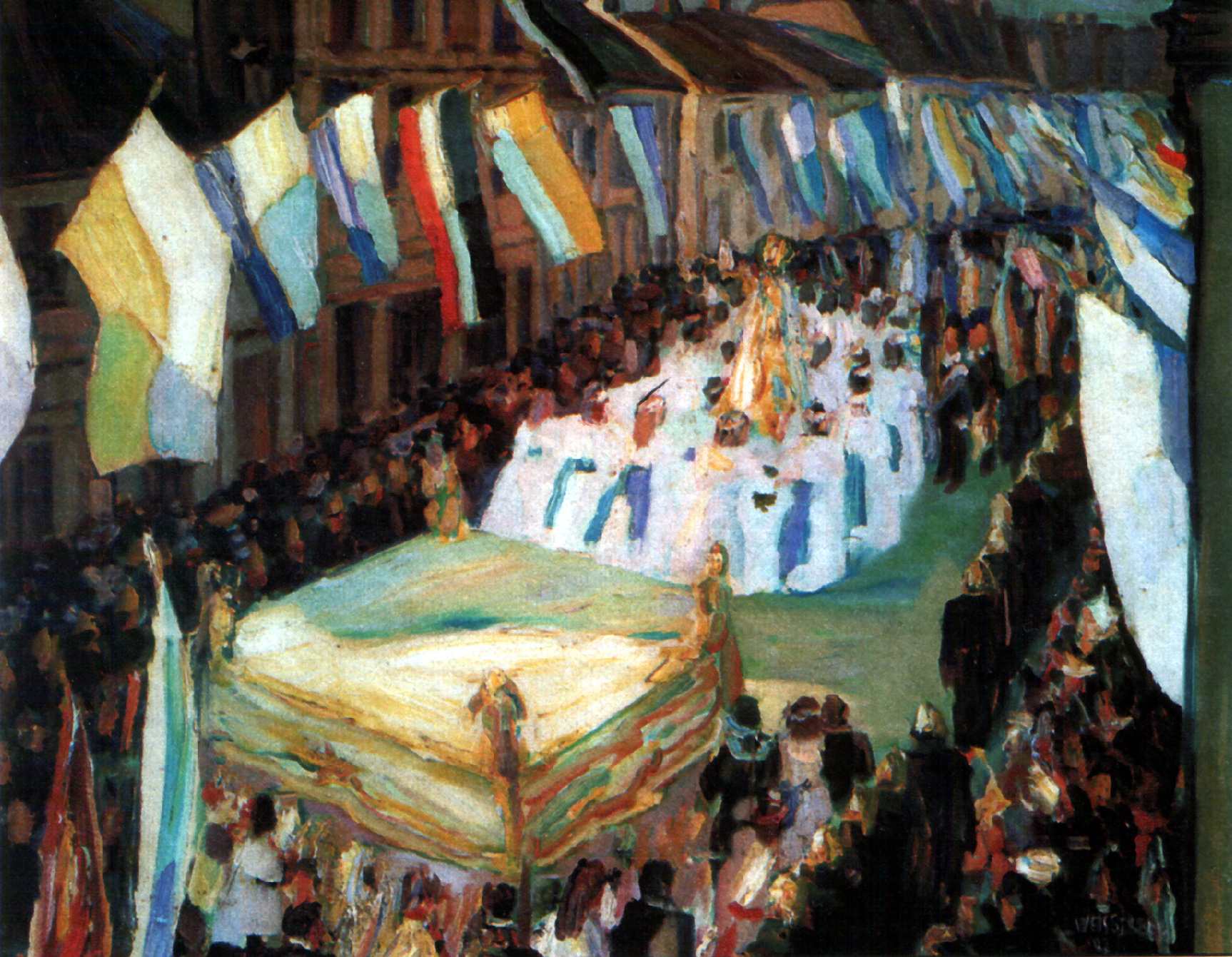
Prozession in St. Ingbert, 1907
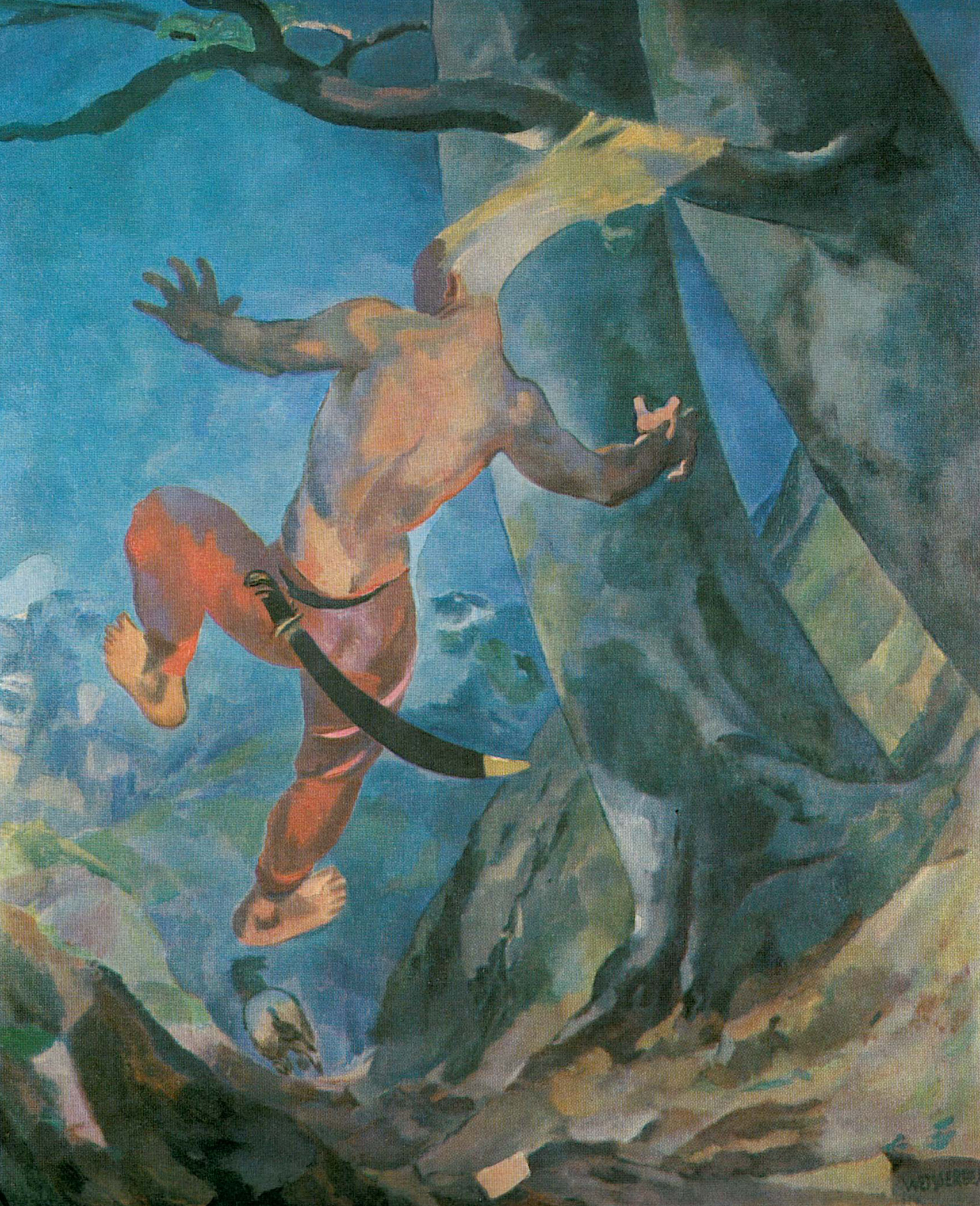
Absalom, 1912
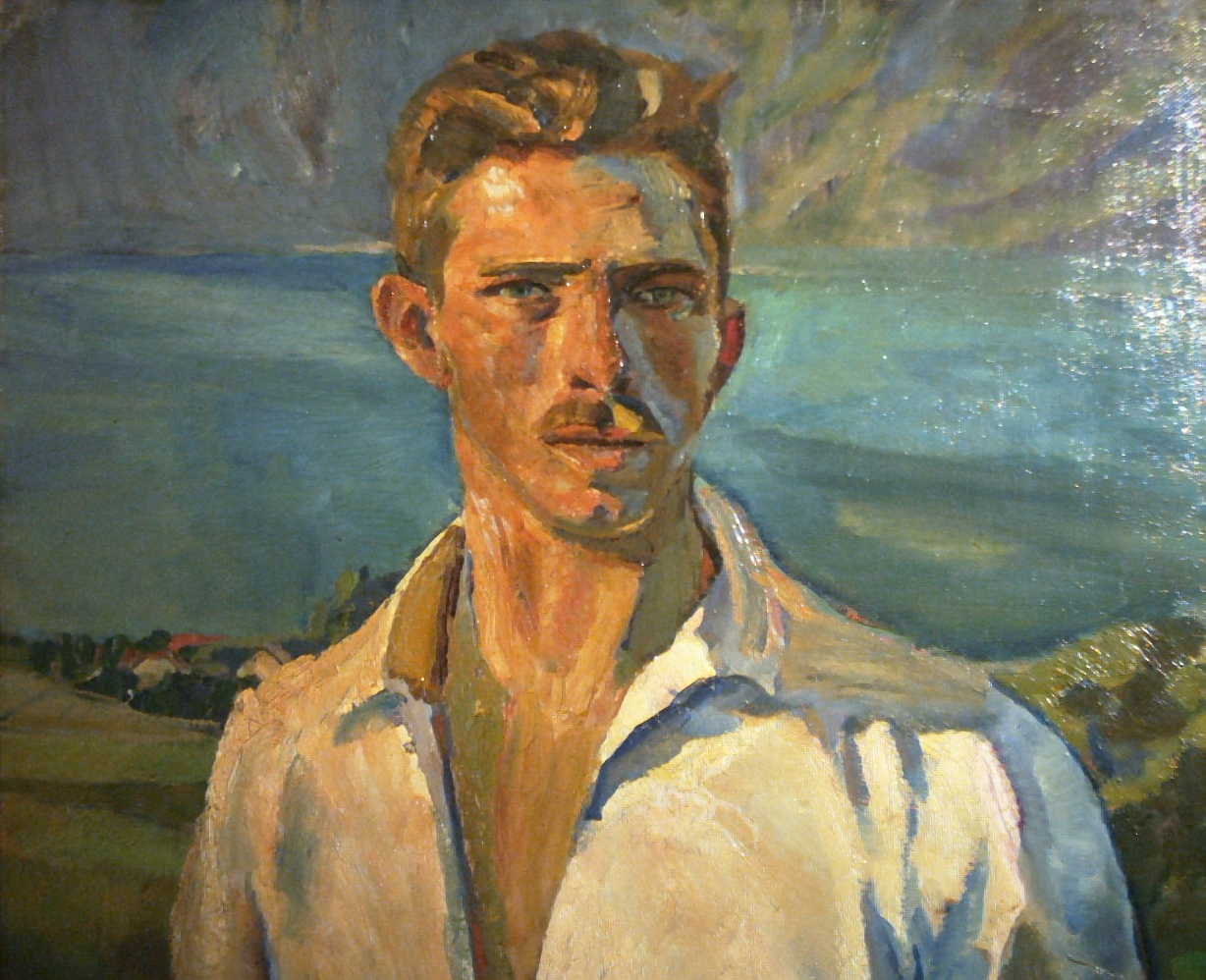
Selbstporträt am Attersee, 1911
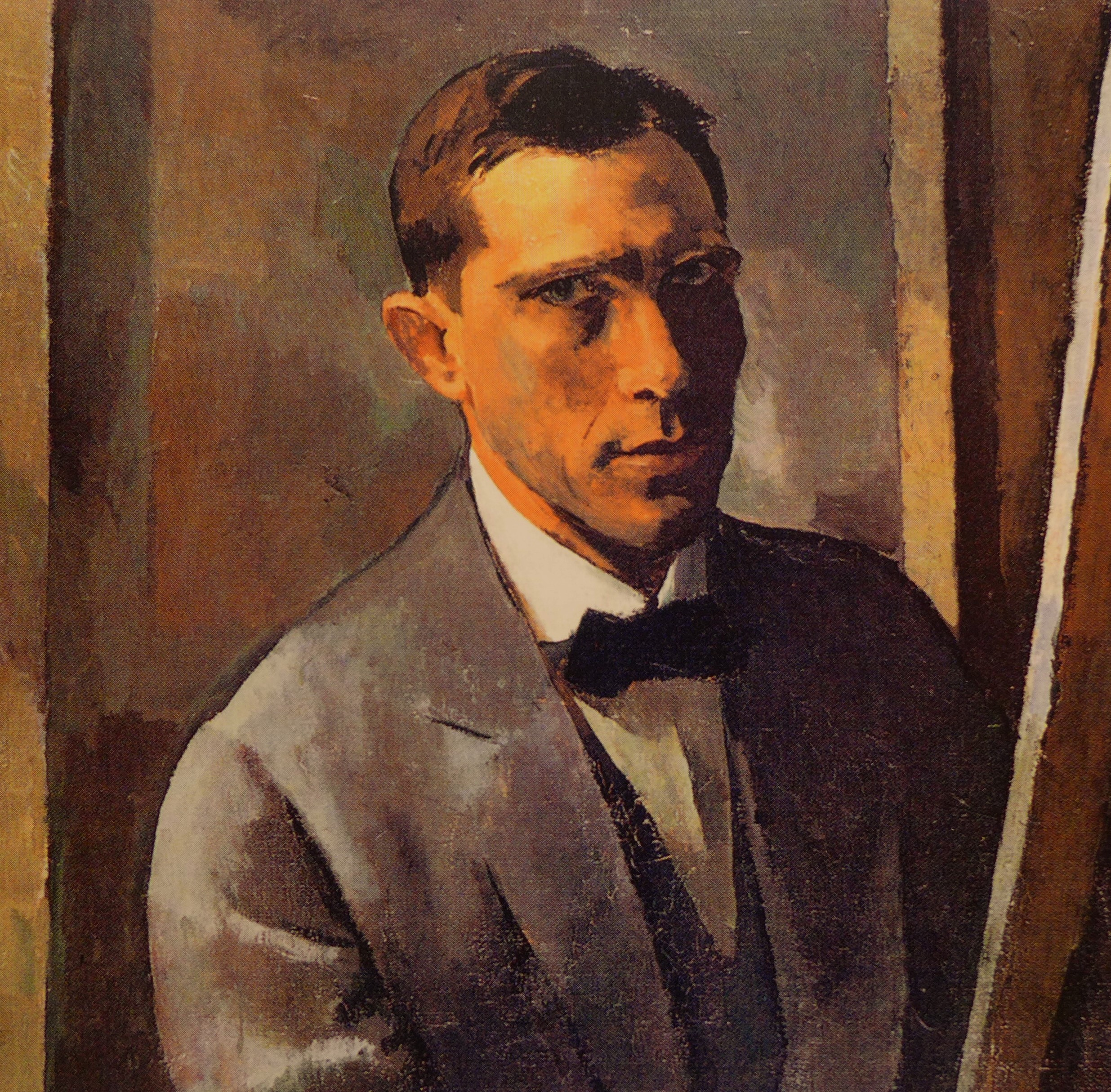
Letztes Selbstbildnis, 1914

Die Stadt St. Ingbert vergibt seit 1958 einen der ältesten und renommiertesten Kunstpreise des Saarlandes, den Albert-Weisgerber-Preis für Bildende Kunst. Er wird als Anerkennungspreis für ein Künstler-Œuvre im Rhythmus von drei Jahren verliehen und ist mit derzeit insgesamt 21.000 Euro dotiert. Die Preisträger sollen den Statuten entsprechend einen Bezug zum Saarland haben. Bereits die Nationalsozialisten hatten einen Albert Weisgerber-Kunstpreis gestiftet, der nach der Entdeckung, dass seine Witwe Jüdin war und in London im Exil lebte, 1936 umgehend in Westmark-Preis umbenannt wurde. Im Jahr 1936 wurde der Preis noch unter dem alten Namen an Albert Haueisen verliehen.
Einer der profundesten Kenner und Förderer des Weisgerber'schen Oeuvres war der Kunsthistoriker, Ordinarius und Direktor des Mittelrheinischen Landesmuseums in Mainz Wilhelm Weber. Weber publizierte zahlreiche Schriften zu Werk und Wirken des Künstlers und realisierte etliche, von der Fachwelt mit Anerkennung aufgenommene Ausstellungen Weisgerbers in etablierten Häusern, so z. B. in der Villa Stuck in München.
Zum 100. Todesjahr Weisgerbers fanden in Saarbrücken (Saarland-Museum) und in St. Ingbert (Sinn-Gebäude) Ausstellungen statt.